# Dzień Singla
Dzień Singla (chiń. upr. 光棍节; chiń. trad. 光棍節; pinyin guānggùnjié) lub Dzień Podwójnej Jedenastki (chiń. upr. 双十一; chiń. trad. 雙十一; pinyin shuāngshíyī) – popularne nieoficjalne święto obchodzone 11 listopada na terenie Chin kontynentalnych. Ideą święta jest celebrowanie swojego statusu jako kawalera lub panny. Data została wybrana ze względu na podobieństwo arabskich jedynek do czterech gładkich pałek (chiń. 光棍; pinyin guānggùn), które symbolizują osoby stanu wolnego.
Dzień Singla przekształcił się w wydarzenie komercyjne i stał się jednym z największych dni handlowych na świecie dzięki dużym zniżkom oraz promocjom, które są oferowane w tym dniu zarówno w sklepach stacjonarnych, jak i internetowych, przy czym głównie na e-sklepach przedsiębiorstw e-commerce takich jak Alibaba. W 2020 roku, w ciągu jedenastodniowej kampanii trwającej od 1 do 11 listopada, holding Alibaba wygenerował wpływ GMV w wysokości 498,2 mld yuanów (74,1 mld dolarów), a rok wcześniej w wysokości 268,4 mld yuanów (38,4 mld dolarów). Wydarzenie to przewyższa pod względem wartości transakcji inne dni handlowe takie jak Czarny Piątek oraz Cyberponiedziałek.

## Geneza
Istnieje wiele teorii na temat pochodzenia Dnia Singla. Powszechnie uznaje się, że święto to zainaugurowano na Uniwersytecie Nankińskim w 1993 roku, gdzie grupa czterech studentów każdego wieczora przed snem rozmawiała o tym, jak wyrwać się ze stanu kawalerskiego. W trakcie rozmów uznali, że zorganizują swoje święto, podczas którego będą celebrować bycie kawalerem, a za dzień obiorą 11 listopada ze względu na cztery jedynki w dacie, które miały reprezentować singli. Święto stopniowo rozprzestrzeniło się po kampusie i innych uniwersytetach, a dzięki mediom społecznościowym z czasem stało się popularne w społeczeństwie na szerszą skalę.

## Interpretacje daty
Oprócz traktowania czterech jedynek w dacie jako reprezentację osób niebędących w związku, niektórzy interpretują je jako dwie pary jedynek, które mają symbolizować osoby w związku małżeńskim, dlatego też 11 listopada można obchodzić jako dzień lojalności małżeńskiej. Wiele par decyduje się na ślub w Dniu Podwójnej Jedenastki.

## Komercjalizacja
W kwietniu 2008 roku platforma zakupów online typu C2C Taobao (część holdingu Alibaba) uruchomiła oddzielną witrynę zakupów typu B2C – Tmall (dawniej Taobao Mall). Platforma nie rozwijała się dostatecznie szybko, a konsumenci mieli trudności z rozróżnieniem Taobao Mall od Taobao. W 2009 roku dyrektor finansowy Taobao Daniel Zhang w celu promocji witryny zaproponował zorganizowanie wyprzedaży na szeroką skalę, która miała przypominać te w USA związane ze Świętem Dziękczynienia. Za dzień promocji obrano Dzień Singla. Większość sprzedawców na platformie odrzuciła propozycję, a wielu z tych, którzy zadeklarowali udział, wycofało się w ostatniej chwili. Ostatecznie w wydarzeniu wzięło udział 27 sprzedawców, w tym Lenovo oraz Philips. Tego dnia na platformie Taobao Mall wpływ GMV przekroczył 52 mln yuanów (8 mln dolarów), czyli dziesięciokrotność wartości dziennego GMV w tamtym czasie.
W 2010 roku kontynuowano promowanie wydarzenia jako zniżki związane z Dniem Singla, lecz zaczęto określać go również jako Dzień Podwójnej Jedenastki. Kwota sprzedaży w tym roku wzrosła o 1772% w porównaniu z rokiem poprzednim i wyniosła 936 mln yuanów (145 mln dolarów), przy czym 11 sklepów przekroczyło wpływ GMV w wysokości 10 milionów yuanów (1,5 mln dolarów), 20 sklepów przekroczyło 5 mln yuanów (774 tys. dolarów), a łącznie 181 sklepów przekroczyło 1 mln yuanów (155 tys. dolarów).
W 2011 roku Taobao odeszło całkowicie od koncepcji promowania 11 listopada jako Dnia Singla i zaczęło reklamować wydarzenie jako festiwal zakupów online. Od tamtego czasu Taobao odnosi się do wydarzenia jako do Dnia Podwójnej Jedenastki.

### Kwoty transakcji

#### Alibaba
| Rok  | Wpływ GMV na Tmall | Całkowity wpływ GMV na platformie |
| ---- | ------------------ | --------------------------------- |
| 2009 | 52 mln             |                                   |
| 2010 | 936 mln            |                                   |
| 2011 | 3,36 mld           | 5,2 mld                           |
| 2012 | 13,2 mld           | 19,2 mld                          |
| 2013 |                    | 35 mld                            |
| 2014 |                    | 57,1 mld                          |
| 2015 |                    | 91,2 mld                          |
| 2016 |                    | 120,7 mld                         |
| 2017 |                    | 168,2 mld                         |
| 2018 |                    | 213,5 mld                         |
| 2019 |                    | 268,4 mld                         |
| 2020 |                    | 498,2 mld                         |

## Obchody
Dzień Singla świętuje się głównie poprzez spotkania towarzyskie, imprezy, zakupy oraz randki w ciemno. Niektórzy przywiązują również wagę do liczby 11 oraz do par – na śniadanie jedzą parę smażonych paluszków, o godzinie 11:11 (AM) jedzą obiad za pomocą dwóch par pałeczek – jedna para w lewej ręce, druga w prawej, a o 11:11 (PM) w nocy idą spać.

## Wersja zachodnia
W krajach zachodnich Dzień Singla obchodzony jest zwykle 15 lutego – dzień po walentynkach.

## Powiązane święta
- czarny piątek
- cyberponiedziałek
- Boxing Day